# Heroes Chronicles
A Heroes Chronicles egy körökre osztott, számítógépes stratégiai játéksorozat, melyet a New World Computing fejlesztett és a 3DO adott ki. A játék kiadásának az volt az alapgondolata, hogy új rajongókat, főleg a stílusban járatlanokat nyerjenek meg a Heroes of Might and Magic III világának. Nyolc epizód készült el, melyek egyenként is könnyűek, olcsóak, és rövidek voltak. A Heroes III grafikus motorjára épülő játékokban limitált funkciók voltak csak elérhetőek, azaz sem multiplayer, sem egyéni térkép nem volt választható.

## Játékok
Öt bolti és két letölthető történet alkotta a játékot. Az első két cím, a Warlords of the Wasteland és a Conquest of the Underworld 2000 szeptemberében jelentek meg. A másik két epizód, a Clash of the Dragons és a Master of the Elements 2000 novemberében jött. A 3DO ekkor tette elérhetővé az interneten a The World Tree-t, amellyel azok játszhattak, akiknek legalább két játékuk megvan a sorozatból. A kicsit később kijött Fiery Moon-hoz már három játékhoz volt szükség. Az utolsó két epizód (The Sword of Frost és Revolt of the Beastmasters) The Final Chapters néven egyben jelent meg 2001 júniusában. 2011-ben a teljes széria egyetlen programként forgalmazva felkerült a GOG.com kínálatába.

## Játékmenet
Maga a játék nagyon hasonló a Heroes 3 kampányaihoz: a küldetések között átvezető animáció látható kísérőszöveggel. Minden térkép teljesítéséhez egyedi stratégia szükséges: ugyanúgy a térkép felderítése, a városok fejlesztése, nyersanyagok begyűjtése, és az ellenfelek likvidálása a célunk. Ugyancsak a heroes 3-ban látott módon irányíthatjuk hőseinket, akik képesek varázstárgyak használatára, a fejlődés útján pedig új képzettségek elsajátítására. Minden kampányban nyolc pálya található, kivéve a letölthetőeket, melyekben csak öt.

## Történet
A nyolc epizód mindegyike a barbár hős Tarnum tragikus felemelkedését és bukását mutatja be. Századokkal a Heroes III eseményei előtt, Antagarich kontinensén meséket hall egy haldokló bárdtól, aki szerint a barbárok egykor hatalmasok voltak. Az egykori vezér, Jarg inspirálja Tarnumot arra, hogy felszabadítsa a barbárokat Bracaduun uralma alól. Hatalmas hadjáratokban számos követőre tesz szert, de kegyetlensége is megmutatkozik, amikor kiderül számára, hogy lánytestvérét megölte a családja, mert szokásuk szerint minden családnak csak egy sarja lehet. Végül megbocsát apjának és megdönti Bracaduun uralmát.
Nem sokkal később Rion Gryphonheart megalapítja Erathiát, majd párviadalban megöli Tarnumot. A harcos lelke a barbár istenek ítélőszéke elé kerül, ahonnét visszaküldik Antagarichba, hogy ott vezekeljen életében elkövetett bűneiért. Rion halála után az alvilági lelkek ellopják a lelkét, és Tarnumnak kell visszaszereznie azt az istenek parancsára. Segítségére van Allison, a király lánya. Tarnum számára hamarosan kiderül, hogy a nővére életét Rion egyszer megmentette, sőt teherbe is esett tőle. Ez a lány pedig Allison. Tarnum megállítja az ördögi nekromantát, Deezelisket, és visszaszerzi tőle a király lelkét. Allisont azonban elrabolják. Tarnum megmenti őt, de ezután eltűnik, s ők ketten sohasem találkoznak többé.
Következő küldetése során az Ősök arra kérik Tarnumot, hogy szabadítsa fel a Sárlakókat Erathia uralma alól, ahol az Őrült Gryphonheart uralkodik. Az ő fiát, Nivent is sikerül a barbárnak az oldalára állítania, aki később király lesz, apját legyőzik, a Sárlakók pedig új királyságot alapítanak Tatalia néven.
Nem sokkal később Tarnumnak meg kell akadályoznia, hogy az elementális urak közt tízezer éve fennálló béke véget érjen. Gavin Magnus segítségével elteleportál az utolsó Confluxba, ahonnét átjut a síkok közötti síkba. Az egyes síkokon egyik elementális úrral sem találkozik. Később rájön, hogy ez azért van, mert az idő itt másként telik, és kihasználják ezt ellenében. Mire visszatér Antagarichba, harminc év telik el. Sikerül ugyan meggyőznie őket, hogy ideiglenesen ne jöjjenek Erathiába más síkokból, de ezt a számára egyre arrogánsabbnak tűnő Magnusnak nem árulja el. Életét egyszerű barbárként folytatja tovább.
Nem sokkal később álmában kapja a következő utasítást: mentse meg a Világ Fáját. Ehhez azonban végeznie kell Vorral, és nekromanta szektájával, akik a fa pusztulását akarják az elfek földjén. Ám az Ősök végül felfedik előtte, hogy nem ölheti meg őt, mert különben a világban megbomlik az egyensúly és mindennek vége. Ezért inkább kigyógyítja Vorrt őrületéből, s békés úton rendezi a konfliktust. Később segítenie kell Adrienne-nek, az avlee-i varázslónak megkeresnie a rég eltűnt jó sárkányokat. Kalandos úton végül sikerrel is járnak.
Hamarosan keresztezi útját Geluval, az elffel. Gelu a fejébe vette, hogy elpusztítja a Fagy Kardját. Tarnum és ő is tudják, hogy a Végítélet Pengéje és a Fagy Kardja sosem csaphatnak össze, mert azzal beköszönt a világvége. Ketten egymás ellen igyekeznek megtalálni a pengét, mely végül egy másik barbárhoz, Kilgorhoz kerül. A cselekményt innentől a Heroes of Might and Magic IV folytatja.

## Fordítás
Ez a szócikk részben vagy egészben  a   Heroes Chronicles című angol Wikipédia-szócikk ezen változatának fordításán alapul.  Az eredeti cikk szerkesztőit annak laptörténete sorolja fel. Ez a jelzés csupán a megfogalmazás eredetét és a szerzői jogokat jelzi, nem szolgál a cikkben szereplő információk forrásmegjelöléseként.